# Rio Grande (Rio Grande do Sul)
Rio Grande is een stad en gemeente in de Braziliaanse staat Rio Grande do Sul. De stad telt 209.378 inwoners (2017) en werd gesticht in 1737 (en kreeg stadsrechten in 1835), waarmee het de oudste stad van de staat is. Rio Grande ligt tussen twee grote lagunes (Lagoa dos Patos en de Merínlagune) in, aan de oostkant is zij begrensd door de Atlantische Oceaan.
De stad is een van de rijkste steden van Rio Grande do Sul, dankzij haar lange industriële historie. Rio Grande heeft de op een na drukste haven van Brazilië en een grote olieraffinaderij van Petroleo Ipiranga.

## Aangrenzende gemeenten
De gemeente grenst aan Arroio Grande, Capão do Leão, Pelotas en Santa Vitória do Palmar. En over water (Lagoa dos Patos) met São José do Norte.

## Verkeer en vervoer
De plaats ligt aan de wegen BR-392, BR-471 en RS-734.

## Geboren in Rio Grande
- Antônio de Sousa Neto (1801-1866), politicus en militair
- Antônio Rodrigues Filho, "Neca" (1950), voetballer
- Heitor Pereira (1960), componist en muzikant van voornamelijk filmmuziek

## Galerij

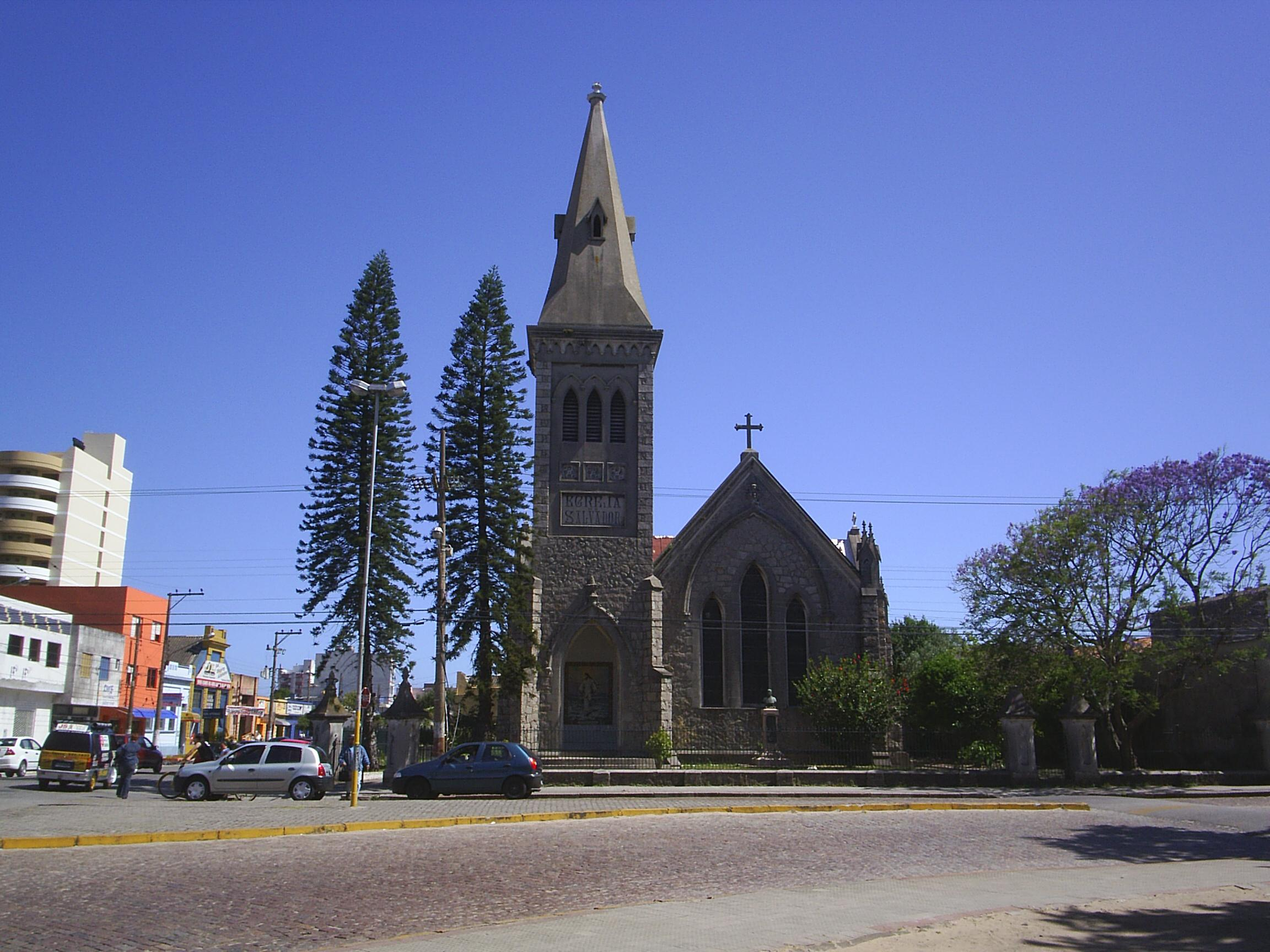
Kerk in Rio Grande